# Standing ovation (singolo)
Standing ovation è una canzone di Vasco Rossi, presente nell'album Stupido hotel del 2002. È il quarto singolo pubblicato dall'album Stupido hotel.

## Formazione
- Vasco Rossi - voce
- Vinnie Colaiuta - batteria
- Randy Jackson - basso
- Frank Nemola - tastiera, programmazione
- Luca Bignardi - programmazione
- Celso Valli - tastiera
- Michael Landau - chitarra acustica, chitarra elettrica
- Nando Bonini - cori
- Silvio Pozzoli - cori